# Marche de l'Ancien Royaume de Galice
La Marche de l'Ancien Royaume de Galice est une marche processionnelle officieusement reconnue comme hymne instrumental de la Galice (Espagne).
Issue de la tradition populaire, elle est aussi appelée Marche des pèlerins, car souvent jouée lors de l'arrivée des pèlerins au tombeau de l'apôtre de Saint-Jacques-de-Compostelle.
La marche est lente et solennelle, interprétée avec des cornemuses et percussions.